# Stadio Talleres de Remedios de Escalada
Lo Stadio Talleres de Remedios de Escalada (in spagnolo Estadio Talleres de Remedios de Escalada) è uno stadio calcistico di Remedios de Escalada, in Argentina; ha una capacità massima di 16 000 persone.

## Storia
Lo stadio fu inaugurato nel 1926. Il terreno su cui è edificato è di proprietà dello stesso club: già nel 1927 le tribune erano in ferro, e negli anni seguenti sono state implementate strutture di cemento. Il Talleres vi ha giocato, tra gli altri, il primo campionato professionistico argentino, la Primera División organizzata dalla Liga Argentina de Football nel 1931.